# 克拉瑪依龍屬
克拉瑪依龍屬（學名：Kelmayisaurus）是獸腳亞目鯊齒龍科恐龍的一屬，生存於下白堊紀的中國。牠是以發現地附近來命名，即中國新疆盛產石油的克拉瑪依市。

## 發現及物種
克拉瑪依龍的正模標本（編號IVPP V 4022）是目前唯一化石，包含一個完整左齒骨、部分左上頜骨。化石被發現於準噶爾盆地吐谷鲁群的Lianmugin組地層，地年代相當於凡藍今階到阿爾比階之間，約1億4000萬至1億年前。
目前只有一個已確認物種：模式種石油克拉瑪依龍（K. petrolicus）是在1973年由中國古生物學家董枝明敘述、命名。第二個物種是巨大克拉瑪依龍（"K. giganticus"），是在1993年的兒童讀物中被提到，目前的狀態是個無資格名稱，化石是一條22公尺長的巨大脊柱，但不確定是否為克拉瑪依龍，這根脊柱也可能來自某種蜥腳下目。

## 分類
由於化石不足的關係，克拉瑪依過去被認為是疑名。克拉瑪依龍的分類位置也不明，有可能是堅尾龍類的基礎物種。然而，克拉瑪依龍的標本仍然具有可鑑定特徵，如齒骨側邊的深溝槽。牠有一些類似鯊齒龍類的特徵，這些特徵同樣也可見於斑龍超科的斑龍與蠻龍。
在2011年，徐星等人重新研究了模式標本，他們根據一個自衍徵，發現克拉瑪依龍屬於鯊齒龍科的基礎物種，與始鯊齒龍、進階型鯊齒龍科互為姊妹分類單元。

## 外部連結
- Kelmayisaurus （页面存档备份，存于） from DinoData.org
- Tetanurae (includes Kelmayisaurus)